# Чучман Василь Мар'янович
Василь Мар'янович Чучман (нар. 24 листопада 1976, с. Купче, нині Золочівського району, Львівської області) — український диригент, педагог. Кандидат мистецтвознавства, доцент кафедри музикознавства та хорового мистецтва факультету культури і мистецтв Львівського національного університету імені Івана Франка. Керівник Заслуженої хорової капели України "Боян" імені Євгена Вахняка.

## Біографія
Народився 24 листопада 1976 року у селі Купче на Львівщина. У 1995 році закінчив Львівське музично-педагогічне училище імені Філарета Колесси. Вищу музичну освіту здобув у Львівській національній музичній академії імені Миколи Лисенка, двічі закінчивши її з відзнакою: у 2000 році — диригентський факультет, відділ хорового диригування (викладачі: Зеновій Демцюх, Роман Мазепа); у 2004 році — відділ оперно-симфонічного диригування (викладачі: Юрій Луців, Андрій Юркевич). Весною 2003 року проходив стажування у Львівському театрі опери та балету імені Соломії Крушельницької під керівництвом Андрія Юркевича. Брав участь у постановці опери «Кармен» Жоржа Бізе. У 2015—2019 роках навчався в аспірантурі Прикарпатського національного університету імені Василя Стефаника, 2019 р. захистив кандидатську дисертацію.

### Зразковий вокально-хореографічний ансамбль «Веселі черевички»
З 1994 року працює акомпаніатором, а з 1996 року — хормейстером зразкового вокально-хореографічного ансамблю «Веселі черевички». З цим колективом концертував та брав участь у фестивалях в Україні, Польщі, Сирії, Франції. Записав низку компакт-дисків з вокальною групою «Чорнобривці», яка складається з дівчат старшої групи ансамблю «Веселі черевички», в репертуарі якої концертні програми з творів української духовної та народної музики, коляди і щедрівки, твори сучасних українських композиторів, Пасхальна Утреня, а також Літургія, яку дівчата щонеділі співають в храмі святого Миколая Чудотворця Монастиря сестер Пресвятої Родини у Львові. Вокальною групою «Чорнобривці» під керуванням В. Чучмана записано декілька компакт-дисків. У 2012 році вийшла друком «Утреня у святу і велику неділю Пасхи» — партитура для однорідного хору в аранжуванні В. Чучмана, а у 2013 році, за цією партитурою, з благословення і у співпраці з Отцем і Главою УГКЦ Блаженнішим Святославом (Шевчуком) здійснено запис CD «Пасхальна Утреня».

### «Менестрелі»
У 1997 року Чучман Василь Мар'янович роках працював з вокальним ансамблем «Менестрелі», з яким концертував та брав участь у фестивалях в Польщі, Франції, Великій Британії, здійснив записав чотирьох компакт-дисків:
- «A la gloire de Dieu» — українська духовна музика (2002);
- «Коляда-колядка» (Атлантік: Київ, 2003);
- У творчій співпраці камерним оркестром «Leopolis» та відомим польським музикантом Войтеком Мрозеком було записано CD «Танці світу» (2001) та «Танці світу 2» (2002)

Також здійснено декілька концертних турне містами Польщі (2001—2003), одне з яких (2003) — у співпраці з відомим польським композитором Кшесіміром Дембскі.

### Керівник заслуженої хорової капели України «Боян» імені Євгена Вахняка
З листопада 2003 року працює керівником заслуженої хорової капели України «Боян» імені Євгена Вахняка. З капелою концертував в Польщі, Угорщині, Фінляндії, Чехії, Чорногорії, а також брав участь у фестивалях в Україні (Львів: «Велика коляда» (2004—2013), «Великодні дзвони» (2007, 2009, 2013), «Співоче поле» (2008—2010); Київ: «Відлуння» (2007)), Великій Британії (Llangollen, 2004), Нідерландах («Tonen2000», 2004), Фінляндії (Tampere, 2007), Польщі (Wieczory Tumskie, 2009). Під його керівництвом, в рамках культурного обміну, капела «Боян» співпрацювала з творчими колективами з України, Польщі та Франції. Це такі колективи як: хор «Вірую» (Львів, 2008, 2013), камерний оркестр ЛССМШ імені Соломії Крушельницької (Львів, 2011), камерний хор «Felicio» (Надвірна, 2010—2012), хор «Fermata» (Люблін, 2005), камерний хор та хор «Cantus» (Стальова Воля, 2006—2007), хор «Ars Cantandi» (Вроцлав, 2008—2009), хор «Achoriny» (Saint-Quentin-en-Yveline, 2009—2010).

### Фестиваль «Велика коляда» та інші проєкти
З 2004 року є постійним членом оргкомітету різдвяного фестивалю «Велика коляда» у Львові. Бере участь у видавничій секції фестивалю, в організації концертів, диригує зведеними хорами під час гала-концертів фестивалю.
З 2005 року є учасником ансамблю давньої музики «A Cappella Leopolis» у складі якого брав участь у багатьох фестивалях давньої музики в Старому Сончі, Польща (2005—2008) і Львові (2005—2013), в концертних циклах «Музика на дворах Європи» і «Музика в палаці єпископа Еразма Цьолка» (Краків: 2005, 2007), в Міжнародному Форумі Музики Молодих та «ГогольФест'і» у Києві (2007), у Фестивалі Давньої Музики в Щеціні (2007, 2009), Хоровому фестивалі «Співоча Асамблея» в Хмельницькому (2011), Фестивалі Культури «Українська весна» у Познані (2012), у курсах майстерності Богдана Шведа (2005), Тадеуша Чехака (2007), Тетяни Польт-Луценко (2008, 2011), а також у записах компакт-дисків:
- «Сіде Адам прямо Рая» — 12-голосі партесні концерти першої половини XVIII століття (UkrMusic, 2007);
- «Сначала днесь поутру рано» — пісенні замальовки з української старовини (Ліда, 2009);
- «Musica Claromontana» — Ясногірська давня музика з Ченстохови (DUX: Варшава, 2007).

У 2007—2012 роках працював регентом хору Львівської православної богословської академії. За час роботи як підручний матеріал для хористів, видав три нотних навчальних посібники з церковного співу:
- «Бог Господь, тропарі, кондаки, Богородичні та прокимни восьми гласів»;
- «Архієрейська літургія»;
- «Піснеспіви всенічної».

З 2008 року є консультантом камерного хору Міського будинку культури у Стальовій Волі (Польща), де щорічно проводить курси майстерності з емісії голосу.

## Педагогічна діяльність
З вересня 2012 року є викладачем факультету культури і мистецтв Львівського національного університету імені Івана Франка.  У 2015—2016 роках керував студентським симфонічним оркестром Львівської національної музичної академії ім. М. В. Лисенка. 

## Публікації
- «Бог Господь, тропарі, кондаки, богородичні і прокимни восьми гласів» — навчальний посібник з церковного співу. — Львів, 2008. — 44 с. — ISBN 978-966-8460-52-4.
- «Архієрейська літургія» — партитура для чоловічого хору. — Львів, 2008. — 64 с.
- «Піснеспіви всенічної» — партитура для чоловічого хору. — Львів, 2012. — 88 с. — ISBN 979-0-707529-00-3.
- Чучман В. М. Євген Вахняк: педагог і диригент // Вісник Львівського університету. — Серія мистецтво. — 2015. — Вип. 16. — Ч. 1. — С. 107–117. — ISSN 2078-6794.